# 裴沟乡
裴沟乡，是中华人民共和国山西省吕梁市石楼县下辖的一个乡镇级行政单位。

## 行政区划
裴沟乡下辖以下地区：
裴沟村、桥子头村、穆家洼村、前土门村、后土门村、刘家洼村、曹家峪村、薛家峪村、郭家河村、坪底村、永由村和马家山村。